# Dødsklokken (film fra 1924)
 Ikke at forveksle med Dødsklokken (film fra 1914).
Dødsklokken (originaltitel Loving Lies) er en amerikansk stumfilm fra 1924 af W. S. Van Dyke.

## Medvirkende
- Evelyn Brent som Ellen Craig
- Monte Blue som Dan Stover
- Joan Lowell som Madge Barlow
- Charles K. Gerrard som Tom Hayden
- Ralph Faulkner som Jack Ellis
- Ethel Wales som Penny Wise
- Andrew Waldron som Bill Keenan
- Tom Kennedy som Lindstrom
- Hazel Williams som Bit Part